# Olaf Ditlev-Simonsen
Olaf Christian Ditlev-Simonsen junior (* 2. Januar 1897 in Dypvåg; † 19. Februar 1978 in Oslo) war ein norwegischer Segler, Reeder und Sportfunktionär.

## Werdegang

### Sportliche Erfolge
Ditlev-Simonsen, der für den Kongelig Norsk Seilforening segelte, nahm 1936 an den Olympischen Spielen in Berlin in der 8-Meter-Klasse teil. Er war Skipper der Silja, die die im Olympiahafen Düsternbrook in Kiel stattfindende Regatta auf dem zweiten Platz beendete. Zunächst hatte die Silja ebenso wie die Germania III aus Deutschland 53 Gesamtpunkte erreicht, im Stechen um den zweiten Rang hinter den Olympiasiegern aus Italien setzte sie sich schließlich gegen ihre deutschen Konkurrenten durch. Neben Ditlev-Simonsen erhielten auch sein Bruder John Ditlev-Simonsen und die übrigen Crewmitglieder Hans Struksnæs, Lauritz Schmidt, Nordahl Wallem und Jacob Tullin Thams die Silbermedaille. Sein Neffe Halfdan Ditlev-Simonsen war 1952 ebenfalls olympischer Segler. Bereits 1930 hatte Ditlev-Simonsen im Segeln den King’s Cup gewonnen sowie zwischen 1930 und 1936 viermal den Kattegat Cup.
Neben seiner Aktivitäten als Segler war Ditlev-Simonsen auch im Bandy und Fußball aktiv und erfolgreich. Im Bandy gewann er, in verschiedenen Konstellationen mit seinen vier Brüdern, zwischen 1911 und 1927 elf nationale Meisterschaften, während er fünf Begegnungen für die norwegische Fußballnationalmannschaft bestritt und dabei ein Tor erzielte. Im Herbst 1915 gab er sein Debüt in Kopenhagen gegen Dänemark.

### Funktionärstätigkeiten
Ditlev-Simonsen war auch als Sportfunktionär sehr aktiv. Er war von 1918 bis 1919 Vorstandsmitglied im norwegischen Tennisverband, von 1923 bis 1927 Präsident bei IF Ready, sowie von 1924 bis 1928 Vorstandsmitglied im Norges Fotballforbund. Darüber hinaus war er von 1947 bis 1949 Präsident des Kongelig Norsk Seilforening sowie Mitglied des Organisationskomitees der Olympischen Winterspiele 1952 in Oslo. Bereits 1948 wurde er Mitglied des Internationalen Olympischen Komitees und blieb dies bis zur IOC-Sitzung 1966, bei der er seinen Rückzug verkündete. Am Ende der Sitzung wurde er zum Ehrenmitglied ernannt.

### Reederei
Er wuchs als zweitältestes von neun Kindern auf. Sein Vater Olaf Ditlev-Simonsen senior gründete eine der größten Reedereien Norwegens, bei der auch Sohn Olaf Ditlev-Simonsen junior später Miteigentümer wurde. 1936 gründete er eine Reederei unter seinem eigenen Namen. In der norwegischen Schifffahrts- und Reedereibranche war Ditlev-Simonsen in vielen Ämtern und Positionen tätig. Er war Vorstandsmitglied des norwegischen Reederverbandes und zeitweise Vorsitzender dessen technischen Ausschusses. Während des Zweiten Weltkriegs war er von 1943 bis 1946 Schiffsberater in Schweden und dort Leiter von Nortraship. Von 1945 bis 1949 war er Aufsichtsratsvorsitzender von Det Norske Veritas.

### Auszeichnungen
Ditlev-Simonsen erhielt für seine Verdiente im Sport und in der norwegischen Schifffahrt zahlreiche Auszeichnungen. So wurde er 1947 für seine Verdienste mit der Königlichen Verdienstmedaille (Kongens fortjenstmedalje) in Gold ausgezeichnet, 1952 wurde er Kommandeur des Sankt-Olav-Ordens. Er erhielt außerdem das Komturkreuz des Ordens des Löwen von Finnland, des Wasaordens, des Nordstern-Ordens, des Verdienstordens der Italienischen Republik und des Ordens von Oranien-Nassau. Des Weiteren erhielt er das Ritterkreuz des Dannebrogordens.